# دنیل زیتکا
دنیل زیتکا (چکی: Daniel Zítka؛ زادهٔ ۲۰ ژوئن ۱۹۷۵) بازیکن فوتبال اهل جمهوری چک بود.
از باشگاه‌هایی که در آن بازی کرده‌است می‌توان به باشگاه فوتبال ویکتوریا ژیژکوف، باشگاه فوتبال اسپارتا پراگ، باشگاه فوتبال فاستاو زلین، باشگاه فوتبال اندرلشت، و باشگاه فوتبال لوکرن اوست والاندرن اشاره کرد.
وی همچنین در تیم‌های ملی فوتبال زیر ۲۱ سال جمهوری چک و جمهوری چک بازی کرده‌است.